# Comuna Morozeni, Orhei
Comuna Morozeni este o comună din raionul Orhei, Republica Moldova. Este formată din satele Morozeni (sat-reședință) și Breanova.

## Demografie
Conform datelor recensământului din 2014, comuna are o populație de 1.739 de locuitori. La recensământul din 2004 erau 2.091 de locuitori.

## Administrație și politică
Componența Consiliului local Morozeni (11 consilieri), ales la 5 noiembrie 2023, este următoarea:
|  | Partid                                            | Consilieri | Componență | Componență | Componență |
|  | ------------------------------------------------- | ---------- | ---------- | ---------- | ---------- |
|  | Partidul Liberal                                  | 3          |            |            |            |
|  | Candidat independent SERGHEI BIVOL                | 1          |            |            |            |
|  | Partidul Acțiune și Solidaritate                  | 3          |            |            |            |
|  | Partidul Dezvoltării și Consolidării Moldovei     | 2          |            |            |            |
|  | Alianța Liberalilor și Democraților pentru Europa | 1          |            |            |            |
|  | Partidul Socialiștilor din Republica Moldova      | 1          |            |            |            |